# Caraguatatuba
Caraguatatuba är en stad och kommun i Brasilien och ligger i delstaten São Paulo. Den är en turiststad och folkmängden uppgick år 2010 till cirka 97 000 invånare.

## Administrativ indelning
Kommunen var år 2010 indelad i två distrikt:
- Caraguatatuba
- Porto Novo